# Pycnarmon sericea
Pycnarmon sericea là một loài bướm đêm trong họ Crambidae.